# Melitaea athalia celadussa
Melitaea athalia celadussa é uma subespécie de insetos lepidópteros, mais especificamente de borboletas pertencente à família Nymphalidae.
A autoridade científica da subespécie é Frühstorfer, tendo sido descrita no ano de 1910.
Trata-se de uma subespécie presente no território português.

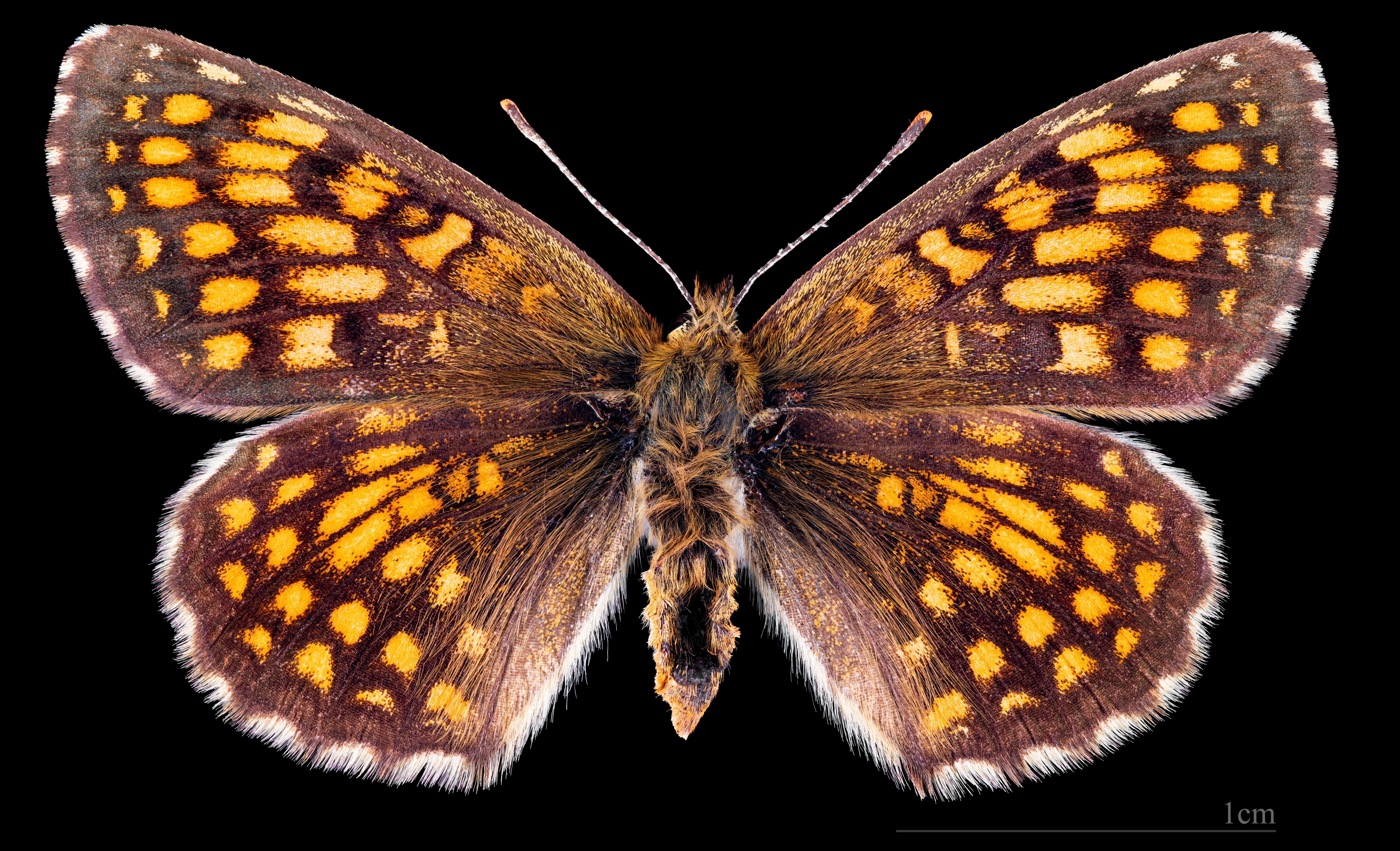
♀
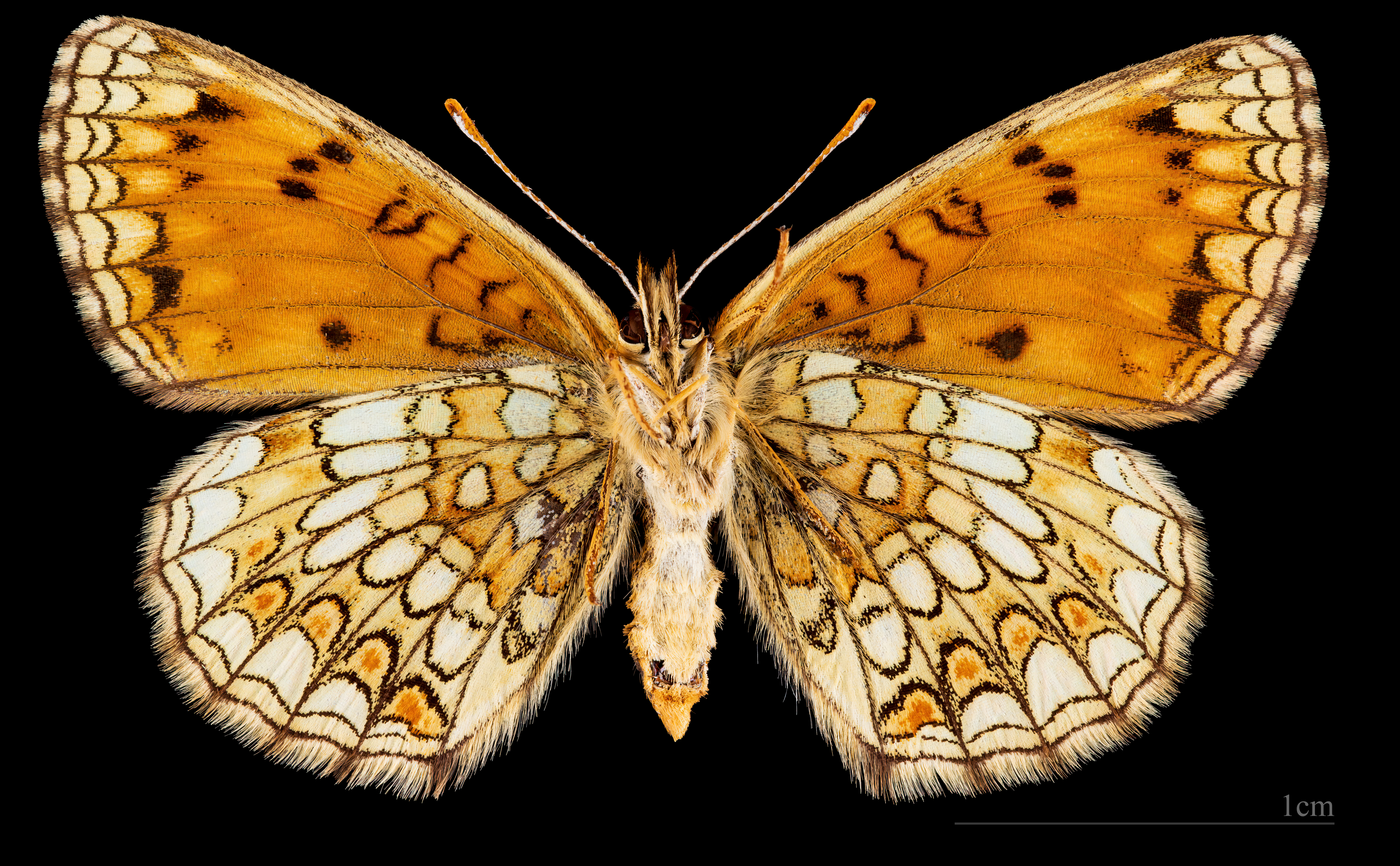
♀ △

Melitaea athalia celadussa